# Rhodocharis anacoloides
Rhodocharis anacoloides är en skalbaggsart som beskrevs av Lacordaire 1869. Rhodocharis anacoloides ingår i släktet Rhodocharis och familjen långhorningar. Inga underarter finns listade i Catalogue of Life.